# Non siamo più vivi
Non siamo più vivi (지금 우리 학교는?, 只今 우리 學校는?, Jigeum uri hakgyoneunLR; lett. "Ora, la nostra scuola...") è una serie televisiva horror sudcoreana. È basata sul webtoon Naver Now at Our School, di Joo Dong-geun, pubblicato tra il 2009 e il 2011.
La serie è stata distribuita il 28 gennaio 2022 su Netflix. Una seconda stagione è stata annunciata.

## Trama
Dopo lo scoppio di un'epidemia che rende le persone in zombie, un gruppo di studenti intrappolato in un liceo cercano di  sopravvivere in attesa di soccorsi senza cibo, acqua e Internet dopo essere stati abbandonati dal governo. il gruppo di studenti sopravvissuti  cercano in un modo di scappare dal liceo pieno di infetti. le loro vicende si andranno ad intrecciare con quelle di altri protagonisti sia all'interno che all'esterno del liceo, tra cui la storia di un infetto sintomatico creando così un speciale campo di quarantena allestito dai militari, dove finisce un vigile del fuoco, padre di una delle studentesse intrappolate nel liceo. Alla storia principale di sopravvivenza si uniscono diverse trame personali dei protagonisti adolescenti con una classica impostazione  narrativa da Romanzo di formazione. 

## Fenomenologia degli infetti
La serie presenta gli zombie protagonisti caratterizzati secondo la concezione moderna, similmente a quanto visto in film come L'alba dei morti viventi, o 28 Giorni dopo, infetti con caratteristiche simili alla rabbia, quali la velocità molto elevata, la forte aggressività ed il tipo di attacco basato su graffi e morsi, in grado di contagiare le vittime umane. Non si tratta quindi di zombie tradizionali, come quelli ideati da George Romero, caratterizzati da lentezza ed incapacità ad arrampicarsi o fare azioni complesse, ed il cui virus deve fare una lunga incubazione, rianimando i corpi dopo la morte, con tempi variabili da decine di minuti ad ore. Quelli presenti nella serie, invece, una volta colpiti dal virus, hanno la vista annebbiata ed iniettata di sangue, emorragia nasale, primo evidente sintomo del contagio, a cui segue una morte rapidissima, con altrettanto rapido risveglio ed aggressività, ben prima del sopraggiungere del Rigor mortis. Esiste, nella serie, anche una variante di persone che, pur contagiate, restano asintomatiche, in vita e capaci di pensare, parlare ed interagire con gli altri, nonostante aumentino le loro capacità fisiche, la forza e la necessità di nutrirsi di carne umana, congiuntamente però a cibo tradizionale. L'unica caratteristica che rende questi asintomatici riconoscibili è una loro Ipotermia, con temperature corporee al di sotto del normale. Nella serie il virus non risulta naturale, ma creato in laboratorio da uno dei professori del liceo coreano dove si svolge l'azione. 

## Episodi
| Stagione       | Episodi | Pubblicazione originale | Pubblicazione italiana |
| -------------- | ------- | ----------------------- | ---------------------- |
| Prima stagione | 12      | 2022                    | 2022                   |

## Personaggi e interpreti

### Studenti
- Nam On-jo, interpretata da Park Ji-hu: Una studentessa della 2-5, vicina di casa, amica d'infanzia di Cheong-san e innamorata di quest'ultimo.[5]
- Lee Cheong-san, interpretato da Yoon Chan-young: Vicino di casa di On-jo e suo amico d'infanzia, si scoprirà poi avere una cotta per lei.
- Choi Nam-ra, interpretata da Cho Yi-hyun: La capoclasse della sezione 2-5, nonostante la sua bravura nello studio ha un comportamento riservato e freddo con gli altri.
- Lee Su-hyeok, interpretato da Lomon: Il fidanzato di Nam-ra, un ex bullo molto bravo a combattere.
- Yoon Gwi-nam interpretato da Yoo In-soo, uno studente violento che bullizza gli altri studenti ed è il principale antagonista della serie. Dopo l'infezione, si muta in un pericoloso ibrido umano/zombie.
- Lee Na-yeon, interpretata da Lee Yoo-mi: Una studentessa molto ricca e viziata che durante l'epidemia mette il proprio benessere al di sopra degli altri. Prende spesso di mira Gyeong-su, il migliore amico di Cheong-san.
- Seo Hyo-ryung, interpretata da Kim Bo-yoon. La migliore amica di Ji-min, una studentessa del coro scolastico.[6]
- Yoon I-sak, interpretata da Kim Joo-ah: La migliore amica di On-jo.[7]
- Yang Dae-su, interpretato da Im Jae-hyuk. Un loro compagno di classe, fa parte del coro liceale e va in classe con Wu-jin.
- Jang Wu-jin, interpretato da Son Sang-yeon: Il fratello minore di Ha-ri e il migliore amico di Dae-su.[8]
- Kim Ji-min, interpretata da Kim Jin-young. Una studentessa del coro liceale insieme a Dae-su, migliore amica di Hyo-ryung.[9]
- Han Gyeong-su, interpretato da Ham Sung-min: Il migliore amico di Cheong-san, un ragazzo particolarmente povero, il che lo fa prendere di mira da Na-yeon[10]
- Kim Min-ji, interpretata da Kim Jung-yeon: Un'amica di Nam On-jo, Yoon I-sak, Yang Dae-su e Seo Hyo-ryung.
- Oh Joon-yeong, interpretato da Ahn Seung-gyun: Uno degli studenti migliori della classe.[11]
- Jang Ha-ri, interpretata da Ha Seung-ri: Una studentessa dell'ultimo anno e sorella maggiore di Wu-jin, mira a entrare in un'università sportiva con tiro con l'arco; durante l'epidemia è in cerca del fratello.[12]
- Park Mi-jin, interpretata da Lee Eun-saem: Una studentessa dell'ultimo anno. Nonostante la situazione, continua a preoccuparsi della maturità.[13]
- Jung Min-jae, interpretato da Jin Ho-eun: Un membro del club di tiro con l'arco della scuola. Si unisce a Ha-ri per la ricerca del fratello.[14]
- Yoo Jun-seong, interpretato da Yang Han-yeol. Un amico di Mi-jin, che viene salvato da Ha-ri e Min-jae per poi unirsi a loro.
- Min Eun-ji, interpretata da Oh Hye-soo: Una ragazza gravemente depressa, vittima del bullismo di Gwi-nam e dei suoi scagnozzi.
- Kim Cheol-soo interpretato da Ahn Ji-ho: Amico di Eun-ji, con anche una cotta per lei. Anche lui è vittima del bullismo di Gwi-nam e dei suoi scagnozzi.[15]
- Kim Hyeon-ju, interpretata da Jung Yi-seo: Una bulla della scuola che affianca Gwi-nam. È la prima a venire infettata nella scuola, scatenando l'epidemia.
- Park Hee-su, interpretata da Lee Chae-eun: Una studentessa incinta.
- Lee Jin-su, interpretato da Lee Min-goo: Figlio di Byeong-chan, vittima di bullismo. Il padre inventa il virus zombie e glie lo inietta nella speranza che ciò lo aiuti a combattere i bulli.[16]
- Son Myeong-hwan, interpretato da Oh Hee-joon: Uno studente che guida i bulli della scuola nelle loro prepotenze verso i più deboli.[17]
- Park Chang-hoon, interpretato da Shin Jae-hwi: Uno dei bulli della scuola.[18]

### Personale scolastico
- Lee Byeong-chan, interpretato da Kim Byung-chul: L'insegnante di scienze creatore del virus che ha dato inizio all'epidemia per cercare di aiutare suo figlio, vittima di bullismo.[19]
- Park Sun-hwa, interpretata da Lee Sang-hee: L'insegnante di inglese della scuola.[20]
- Kang Jin-gu, interpretato da Yoon Byung-hee: L'insegnante di ginnastica.
- Infermiera scolastica, interpretata da Ahn Si-ha.
- Jung Yong-nam, interpretato da Yoon Kyung-ho: Insegnante di coreano e vicepreside.[21]
- Il preside, interpretato da Um Hyo-sup: Si preoccupa maggiormente della reputazione dell'istituto che del benessere degli studenti, ignorando anche gli episodi di bullismo.

### Altri
- Song Jae-ik, interpretato da Lee Kyu-hyung: Un detective della stazione di polizia di Hyosan in cerca della cura per l'epidemia.[22]
- Jeon Ho-chul, interpretato da Park Jae-chul: Un agente di polizia ausiliario, viene salvato da Jae-ik e si unisce a quest'ultimo.
- Nam So-ju, interpretato da Jeon Bae-soo: Il capitano della squadra di soccorso dei vigili di fuoco di Hyosan 1 e padre di On-jo, cerca di raggiungere la figlia rimasta a scuola.
- Kim U-sin, interpretato da Woo Ji-hyun: Il più giovane membro dei vigili del fuoco di Hyosan.[23]
- Park Young-hwan, interpretato da Dong Hyun-bae: Un paramedico della squadra di soccorso della stazione dei vigili del fuoco di Hyosan.
- Madre di Cheong-san, interpretata da Lee Ji-hyun: La gestrice di un ristorante di pollo fritto che nutre per lui un profondo affetto, viene trasformata in zombie quando prova a raggiungere il figlio a scuola.
- Park Eun-hee, interpretata da Bae Hae-sun: Un membro dell'Assemblea Nazionale che rappresenta Hyosan.[24]
- Jo Dal-ho, interpretato da Jo Dal-hwan: Un assistente senor.[25]

## Produzione

### Sviluppo
Il 12 aprile 2020, Netflix ha annunciato tramite un comunicato stampa che JTBC Studios e Film Monster avrebbero prodotto una serie chiamata Siamo tutti morti basata sul popolare webtoon Now at Our School.

### Casting
Il 19 aprile 2020, Yoon Chan-young è stato confermato nella serie come interprete di uno degli studenti. Park Ji-hoo si è unito al cast principale il 22 aprile. Il 1º luglio sono stati ufficialmente raggiunti da Cho Yi-hyun, Lomon e Yoo In-soo. Il regista Lee Jae-kyoo volle selezionare nel cast degli attori bravi ma sconosciuti al pubblico per dare un maggior senso di immersione nella serie.

### Riprese
La produzione è stata temporaneamente sospesa nell'agosto 2020 a causa della diffusione della pandemia di COVID-19 in Corea del Sud.

## Accoglienza

### Critica
Il sito web dell'aggregatore di recensioni Rotten Tomatoes ha riportato un punteggio di approvazione del 87% sulla base di 14 recensioni, con una valutazione media di 6,9/10. Metacritic gli ha assegnato un punteggio medio ponderato di 63 su 100 sulla base delle recensioni di 4 critici, indicando "recensioni generalmente favorevoli".
IGN ha valutato la serie con un 7 su 10 e ha notato che la serie è "intelligente, elettrizzante e anche... un po' estenuante". Variety ha elogiato lo spettacolo, affermando che "trae il massimo dalla sua posizione centrale da incubo con effetti vertiginosi e ultraterreni".